# Женска фудбалска репрезентација Малте
Женска фудбалска репрезентација Малте (малт. Tim nazzjonali tal-futbol ta' Malta (nisa)) је национални фудбалски тим који представља Малту на међународним такмичењима и под контролом је малтешког Фудбалског савеза (малт. Assoċjazzjoni tal-Futbol ta' Malta), владајућег тела за фудбал на Малти.

## Историја
На званичним такмичењима женска репрезентација Малте се први пут појавилаа у квалификацијама за Европско првенство 2005. године. Репрезентација је дебитовала 10. августа 2003. године у Букурешту где је поражена од женске репрезентације Румуније резултатом 3 : 0. Малта је изгубила свих осам утакмица у својој групи, постигавши један гол и примивши 35. Први гол тима је постигла Сара Каруана 16. новембра 2003. против Хрватске.
Након 13 пораза, Малта је остварила први реми 7. јуна 2006. године против Босне и Херцеговине у последњој утакмици квалификација за Светско првенство 2007. године. Тим је играо у квалификацијама за Светско првенство 2011, изгубивши све утакмице укључујући рекордни пораз од Шпаније резултатом 0 : 13. Малта је 3. марта 2011. први пут победила у званичној утакмици у претколу квалификација за Европско првенство 2013, победивши Грузију са 1 : 0 голом Д'Агостина у надокнади времена.
Малта је 6. априла 2013. победила Луксембург са 6 : 0 у претколу квалификација за Светско првенство 2015. Тим је такође победио Летонију и ремизирао са Албанијом како би био на врху групе и први пут прошао прелиминарни круг.
Тим је од оснивања до 2015. године тренирао Пјер Бринкат, а потом од 22. јануара 2015. до сада преузео га је бивши тренер У19 Марк Гат.

## Достигнућа
Утакмице и голови од јула 2021.
Играчи чија су имена означена подебљаним словима су и даље активни, барем на клупском нивоу.
| #  | Име                | Период    | Ута | Гол |
| -- | ------------------ | --------- | --- | --- |
| 1  | Доријана Теума     | 2003–     | 114 | 29  |
| 2  | Ребека Д'Агостино  | 2003–2014 | 57  | 4   |
| 3  | Иленија Каработ    | 2005–     | 56  | 11  |
| 4  | Наташа Пејс        | 2003–2014 | 48  | 3   |
| 5  | Рејчел Кушиери     | 2007–     | 42  | 6   |
| 6  | Шарлин Замит       | 2009–     | 33  | 0   |
| 6  | Менди Дебоно       | 2006–     | 33  | 0   |
| 6  | Марија Азопарди    | 2003–2011 | 33  | 0   |
| 9  | Стефанија Фаруђија | 2007–     | 32  | 1   |
| 10 | Катлин Салиба      | 2004–2012 | 31  | 1   |

| # | Име            | Период | Гол | Ута |
| - | -------------- | ------ | --- | --- |
| 1 | Доријана Теума | 2003–  | 29  | 114 |

## Такмичарски рекорд

### Светско првенство за жене
| Светско првенство у фудбалу за жене − резултати | Светско првенство у фудбалу за жене − резултати | Светско првенство у фудбалу за жене − резултати | Светско првенство у фудбалу за жене − резултати | Светско првенство у фудбалу за жене − резултати | Светско првенство у фудбалу за жене − резултати | Светско првенство у фудбалу за жене − резултати | Светско првенство у фудбалу за жене − резултати | Светско првенство у фудбалу за жене − резултати |                  | Квалификациони резултати | Квалификациони резултати | Квалификациони резултати | Квалификациони резултати | Квалификациони резултати | Квалификациони резултати | Квалификациони резултати |
| Година                                          | Резултат                                        | Ута                                             | Поб                                             | Нер                                             | Изг                                             | ГД                                              | ГП                                              | ГР                                              | Ута              | Поб                      | Нер                      | Изг                      | ГД                       | ГП                       | ГР                       |                          |
| 1991                                            | Нису учествовале                                | Нису учествовале                                | Нису учествовале                                | Нису учествовале                                | Нису учествовале                                | Нису учествовале                                | Нису учествовале                                | Нису учествовале                                | УЕФА 1991        | УЕФА 1991                | УЕФА 1991                | УЕФА 1991                | УЕФА 1991                | УЕФА 1991                | УЕФА 1991                |                          |
| 1995                                            | Нису учествовале                                | Нису учествовале                                | Нису учествовале                                | Нису учествовале                                | Нису учествовале                                | Нису учествовале                                | Нису учествовале                                | Нису учествовале                                | УЕФА 1995        | УЕФА 1995                | УЕФА 1995                | УЕФА 1995                | УЕФА 1995                | УЕФА 1995                | УЕФА 1995                |                          |
| 1999                                            | Нису учествовале                                | Нису учествовале                                | Нису учествовале                                | Нису учествовале                                | Нису учествовале                                | Нису учествовале                                | Нису учествовале                                | Нису учествовале                                | Нису учествовале | Нису учествовале         | Нису учествовале         | Нису учествовале         | Нису учествовале         | Нису учествовале         | Нису учествовале         |                          |
| 2003                                            | Нису учествовале                                | Нису учествовале                                | Нису учествовале                                | Нису учествовале                                | Нису учествовале                                | Нису учествовале                                | Нису учествовале                                | Нису учествовале                                | Нису учествовале | Нису учествовале         | Нису учествовале         | Нису учествовале         | Нису учествовале         | Нису учествовале         | Нису учествовале         |                          |
| 2007                                            | Нису се квалификовале                           | Нису се квалификовале                           | Нису се квалификовале                           | Нису се квалификовале                           | Нису се квалификовале                           | Нису се квалификовале                           | Нису се квалификовале                           | Нису се квалификовале                           | 6                | 0                        | 1                        | 5                        | 4                        | 14                       | −10                      |                          |
| 2011                                            | Нису се квалификовале                           | Нису се квалификовале                           | Нису се квалификовале                           | Нису се квалификовале                           | Нису се квалификовале                           | Нису се квалификовале                           | Нису се квалификовале                           | Нису се квалификовале                           | 8                | 0                        | 0                        | 8                        | 1                        | 51                       | −50                      |                          |
| 2015                                            | Нису се квалификовале                           | Нису се квалификовале                           | Нису се квалификовале                           | Нису се квалификовале                           | Нису се квалификовале                           | Нису се квалификовале                           | Нису се квалификовале                           | Нису се квалификовале                           | 13               | 2                        | 1                        | 10                       | 9                        | 56                       | −47                      |                          |
| 2019                                            | Нису се квалификовале                           | Нису се квалификовале                           | Нису се квалификовале                           | Нису се квалификовале                           | Нису се квалификовале                           | Нису се квалификовале                           | Нису се квалификовале                           | Нису се квалификовале                           | 3                | 1                        | 1                        | 1                        | 3                        | 2                        | +1                       |                          |
| 2023                                            | У току                                          | У току                                          | У току                                          | У току                                          | У току                                          | У току                                          | У току                                          | У току                                          | У току           | У току                   | У току                   | У току                   | У току                   | У току                   | У току                   |                          |
| Укупно                                          | -                                               | -                                               | -                                               | -                                               | -                                               | -                                               | -                                               | -                                               | 30               | 3                        | 3                        | 24                       | 17                       | 123                      | −106                     |                          |

*Жребови укључују утакмице где је одлука пала извођењем једанаестераца.

### Европско првенство у фудбалу за жене
| Европско првенство у фудбалу за жене − резултати | Европско првенство у фудбалу за жене − резултати | Европско првенство у фудбалу за жене − резултати | Европско првенство у фудбалу за жене − резултати | Европско првенство у фудбалу за жене − резултати | Европско првенство у фудбалу за жене − резултати | Европско првенство у фудбалу за жене − резултати | Европско првенство у фудбалу за жене − резултати |                  | Квалификациони резултати | Квалификациони резултати | Квалификациони резултати | Квалификациони резултати | Квалификациони резултати | Квалификациони резултати |
| Година                                           | Резултат                                         | Ута                                              | Поб                                              | Нер                                              | Изг                                              | ГД                                               | ГР                                               | Ута              | Поб                      | Нер                      | Изг                      | ГД                       | ГП                       |                          |
| 1984                                             | Нису учествовале                                 | Нису учествовале                                 | Нису учествовале                                 | Нису учествовале                                 | Нису учествовале                                 | Нису учествовале                                 | Нису учествовале                                 | Нису учествовале | Нису учествовале         | Нису учествовале         | Нису учествовале         | Нису учествовале         | Нису учествовале         |                          |
| 1987                                             | Нису учествовале                                 | Нису учествовале                                 | Нису учествовале                                 | Нису учествовале                                 | Нису учествовале                                 | Нису учествовале                                 | Нису учествовале                                 | Нису учествовале | Нису учествовале         | Нису учествовале         | Нису учествовале         | Нису учествовале         | Нису учествовале         |                          |
| 1989                                             | Нису учествовале                                 | Нису учествовале                                 | Нису учествовале                                 | Нису учествовале                                 | Нису учествовале                                 | Нису учествовале                                 | Нису учествовале                                 | Нису учествовале | Нису учествовале         | Нису учествовале         | Нису учествовале         | Нису учествовале         | Нису учествовале         |                          |
| 1991                                             | Нису учествовале                                 | Нису учествовале                                 | Нису учествовале                                 | Нису учествовале                                 | Нису учествовале                                 | Нису учествовале                                 | Нису учествовале                                 | Нису учествовале | Нису учествовале         | Нису учествовале         | Нису учествовале         | Нису учествовале         | Нису учествовале         |                          |
| 1993                                             | Нису учествовале                                 | Нису учествовале                                 | Нису учествовале                                 | Нису учествовале                                 | Нису учествовале                                 | Нису учествовале                                 | Нису учествовале                                 | Нису учествовале | Нису учествовале         | Нису учествовале         | Нису учествовале         | Нису учествовале         | Нису учествовале         |                          |
| 1995                                             | Нису учествовале                                 | Нису учествовале                                 | Нису учествовале                                 | Нису учествовале                                 | Нису учествовале                                 | Нису учествовале                                 | Нису учествовале                                 | Нису учествовале | Нису учествовале         | Нису учествовале         | Нису учествовале         | Нису учествовале         | Нису учествовале         |                          |
| 1997                                             | Нису учествовале                                 | Нису учествовале                                 | Нису учествовале                                 | Нису учествовале                                 | Нису учествовале                                 | Нису учествовале                                 | Нису учествовале                                 | Нису учествовале | Нису учествовале         | Нису учествовале         | Нису учествовале         | Нису учествовале         | Нису учествовале         |                          |
| 2001                                             | Нису учествовале                                 | Нису учествовале                                 | Нису учествовале                                 | Нису учествовале                                 | Нису учествовале                                 | Нису учествовале                                 | Нису учествовале                                 | Нису учествовале | Нису учествовале         | Нису учествовале         | Нису учествовале         | Нису учествовале         | Нису учествовале         |                          |
| 2005                                             | Нису се квалификовале                            | Нису се квалификовале                            | Нису се квалификовале                            | Нису се квалификовале                            | Нису се квалификовале                            | Нису се квалификовале                            | Нису се квалификовале                            | 8                | 0                        | 0                        | 8                        | 1                        | 35                       |                          |
| 2009                                             | Нису се квалификовале                            | Нису се квалификовале                            | Нису се квалификовале                            | Нису се квалификовале                            | Нису се квалификовале                            | Нису се квалификовале                            | Нису се квалификовале                            | 3                | 0                        | 1                        | 2                        | 2                        | 12                       |                          |
| 2013                                             | Нису се квалификовале                            | Нису се квалификовале                            | Нису се квалификовале                            | Нису се квалификовале                            | Нису се квалификовале                            | Нису се квалификовале                            | Нису се квалификовале                            | 3                | 1                        | 1                        | 1                        | 2                        | 3                        |                          |
| 2017                                             | Нису се квалификовале                            | Нису се квалификовале                            | Нису се квалификовале                            | Нису се квалификовале                            | Нису се квалификовале                            | Нису се квалификовале                            | Нису се квалификовале                            | 3                | 2                        | 0                        | 1                        | 9                        | 8                        |                          |
| 2022                                             | Нису се квалификовале                            | Нису се квалификовале                            | Нису се квалификовале                            | Нису се квалификовале                            | Нису се квалификовале                            | Нису се квалификовале                            | Нису се квалификовале                            | 10               | 3                        | 1                        | 6                        | 11                       | 30                       |                          |
| Укупно                                           | -                                                | -                                                | -                                                | -                                                | -                                                | -                                                | -                                                | 27               | 6                        | 3                        | 18                       | 25                       | 88                       |                          |

*Жребови укључују утакмице где је одлука пала извођењем једанаестераца.